# The Band
The Band（ザ バンド）は、2012年3月21日にリリースされたセカイイチの、通算8枚目のアルバムである。

## 収録曲
（全作詞作曲：岩崎慧）
1. ニューカマー (3分15秒)
2. 快楽主義者 (2分11秒)
3. Clockwork (4分59秒)
4. Nothing has changed (4分59秒)
5. 風来坊 (4分22秒)
6. Beat goes on (4分42秒)
7. ソフトフォーカス (5分29秒)
8. Night and Daylight feat. SEAMO (5分27秒)
9. everybody goes on (5分45秒)
10. 正しさを間違えた王様 (3分43秒)
11. バンドマン (5分21秒)